# Michelangelo Passaniti
Michelangelo Passaniti est un acteur français.

## Biographie
Après avoir envisagé de faire carrière dans la boxe, Michelangelo Passaniti décide de devenir acteur. Il décroche son premier rôle dans un court métrage de 2013, Les Petits Joueurs de Guillaume Breton, puis plusieurs apparitions dans la série Section de recherches. Il interprète également le rôle principal dans le court métrage Accès Privé, réalisé en 2016 par Timothée Catherine.
Il est mis sous les projecteurs grâce au rôle principal du film Le Tournoi, sorti en 2015 où il interprète un jeune prodige des échecs.

## Filmographie

### Cinéma
- 2013 : Les Petits Joueurs (court-métrage)
- 2015 : Le Tournoi
- 2016 : Accès Privé (court-métrage)

### Télévision
- 2014 : Section de recherches